# Zaletta crassa
Zaletta crassa är en insektsart som beskrevs av Webb 1983. Zaletta crassa ingår i släktet Zaletta och familjen dvärgstritar. Inga underarter finns listade i Catalogue of Life.